# Santa Maria Antiqua
Santa Maria Antiqua ("Antiga Igreja de Santa Maria") é uma igreja de Roma construída no século V dentro do Fórum Romano e que, por um longo período, foi o acesso monumental aos palácios imperiais do monte Palatino. Localizada no sopé do monte Palatino, é o mais antigo monumento cristão no Fórum e abriga a mais antiga representação romana de "Santa Maria Regina" ("Nossa Senhora Rainha"), uma obra do século VI.

## História
Construída no meio do século V na face noroeste do monte Palatino, Santa Maria Antiqua é o mais antigo e o mais importante monumento cristão no Fórum Romano. Ela abriga uma coleção única de pinturas em suas paredes, realizadas entre os séculos VI e VIII. A descoberta destas pinturas deu origem a muitas teorias sobre o desenvolvimento da arte medieval primitiva e da arqueologia. Ela foi abandonada no século IX depois que os destroços de um terremoto encobriram o edifício, que ficou fechado por mais de mil anos até ser redescoberto no início do século XX. Portanto, Santa Maria Antiqua representa é um elemento chave para a compreensão do desenvolvimento cultural e urbano do Fórum Romano, da Antiguidade até os primeiros séculos do período cristão. Entre 1980 e 2012, o monumento esteve fechado ao público em geral e o acesso era permitido apenas para estudiosos com autorização especial. Depois de um programa de conservação executado pela Soprintendenza per il Patrimonio Storico em parceria com o World Monuments Fund, a igreja está atualmente aberta para o público novamente.
Graças aos séculos de isolamento, suas paredes exibem um impressionante ciclo de afrescos ricamente coloridos representando a Virgem Maria e o Menino Jesus, papas, santos e mártires, uma das maiores e mais importantes coleções de arte romana e bizantina do período anterior à iconoclastia no mundo.
No início do século, o papa João VII utilizou-a como sé da Diocese de Roma. O edifício em si foi parcialmente destruído em 847, quando um terremoto fez com que partes dos palácios imperiais desabassem, encobrindo a igreja. Por isso, uma nova igreja chamada Santa Maria Nova (a moderna Santa Francesca Romana) foi erigida nas redondezas pelo papa Leão IV utilizando partes do arruinado Templo de Vênus e Roma, que já abrigava uma antiga capela comemorando a queda de Simão Mago. O local sofreu novos danos durante o saque de Roma pelos normandos em 1084.
A igreja de Santa Maria Liberatrice al Foro Romano (Sancta Maria libera nos a poenis inferni) foi construída sobre as ruínas, mas foi demolida em 1900 para permitir que a antiga igreja fosse restaurada.

## Afrescos bizantinos
As paredes de Santa Maria Antiqua ostentam numerosos afrescos de variados estilos pintados durante um período de intensa atividade decorativa entre os séculos VI e IX. Cada alcova, parede e altar pode ser atribuído a diferentes épocas e tendências estilísticas representativas de seus artistas e patronos, incluindo os papas Martinho I (r. 649–653), João VII (r. 705–707), Zacarias (r. 741–752) e Paulo I (r. 757–767), mas a intensidade da erosão e destruição dificulta bastante a obtenção de um registro correto de todos estes estilos. Utilizando os fragmentos dos afrescos, arqueologistas e historiadores conseguiram montar uma cronologia aproximada da decoração na igreja. Historiadores geralmente se basearam em outros edifícios da mesma época para traçar esta cronologia de estilos e influências, uma abordagem que teve apenas um relativo sucesso por causa da singularidade do caso de Santa Maria Antiqua, uma vez que nenhuma outra igreja da Antiguidade tardia tenha uma coleção tão completa e nem demonstre uma evolução de estilos ao longo do tempo tão bem quanto ela.

Plano da igreja:
(1) Nave, (2) Presbitério, (3) Abside, (4) Capela de Teodósio, (5) Capela dos Santos Médicos, (6) Rampa até o Monte Palatino, (7) Templo de Augusto, (8) Oratório dos Quarenta Mártires, (9) Átrio.

Roma mudou de mãos múltiplas vezes durante o período em que Santa Maria Antiqua permaneceu em uso. A derrota do Império Romano do Ocidente pelos visigodos no século V abriu espaço para as influências bizantina e lombarda daí até meados do século VIII. A comunidade grega que vivia nas redondezas influenciou a decoração por conta dos artistas, mas a administração bizantina da cidade estava abrigada no monte Palatino. Acredita-se que esta contínua mudança nas influências tenha sido o fator determinante para os diferentes estilos encontrados em Santa Maria Antiqua, o que também pode ser observado pela língua utilizada nas inscrições remanescentes no local: grego para Martinho I, grego e latim para João VII e somente o latim para Paulo I.

### Detalhes dos afrescos
A parede do palimpsesto, localizada no presbitério, traz pelo menos camadas sucessivas de decoração, representando diferentes estilos, datas e influências. As duas primeiras, dos séculos IV ao VI, são mosaicos pagãos em estilo romano que foram depois cobertos pelos primeiros afrescos e apenas cerca de 2% deles sobreviveu. A terceira camada, c. 500–550, contém restos de uma representação de "Nossa Senhora Rainha", a mais antiga associação deste título com a Virgem Maria. Foi nesta camada que os arqueologistas perceberam uma mudança para o estilo bizantino. As camadas quatro e cinco, ca. 570–655, atestam o domínio completo do estilo bizantino sobre o romano, uma prova da influência do Império Bizantino sobre Roma. A última camada é da época do papa João VII (705–707), responsável pela grande reforma e pela decoração que sobrevive na capela atualmente.
O estilo helenístico (bizantino) é notável pela luz branca, pelas sombras nos cabelos e roupas e pelas figuras em movimento. É interessante notar, porém, que, apesar de muitos dos afrescos sobreviventes em Santa Maria Antiqua serem helenísticos, lhes faltam as clássicas villa e colunas romanas no fundo, que é mais distante e neutro. Os exemplos mais antigos geralmente têm as pupilas enegrecidas olhando diretamente para a frente com detalhes no contorno da face. O primeiro estágio de cada afresco envolvia o desenho a lápis do contorno, depois o preenchimento das cores mais escuras e os detalhes mais delicados eram deixados para o final.
As épocas de Martinho I, João VII e Paulo I nos fornecem claros exemplos das tendências estilísticas do período através das decorações que sobreviveram. Os afrescos sobreviventes exemplificam a habilidade dos artistas de incorporar diferentes técnicas e estilos e, por isso, estes rapidamente se tornaram únicos conforme gerações de artistas aprenderam habilidades especificamente para decorar Santa Maria Antiqua e depois podiam continuar ou descontinuar essas tendências sem motivo aparente.
Os afrescos de Martinho I (r. 649–653) são poucos, mas estão relativamente bem preservados. Os mais antigos representam os Padres da Igreja (649), cujas figuras expressam seu movimento pelas pernas levantadas, andando enquanto seus mantos estão dobrados e destacados para exagerar o efeito. Eles expressam uma fluidez maior com suas túnicas balançando do que afrescos posteriores, mas suas faces são muito mais rígidas as posteriores. A data precisa está indicada por uma inscrição em grego abaixo relativa ao Concílio de Latrão de 649, que condenou o monotelismo. No final, Martinho I acabou exilado por esta condenação, mas João VII encomendou esta imagem, que foi pintada no presbitério, e de outros papas. Ele aparece já em estilo helenístico, visível nas pinceladas em branco escondendo sua barba, pintada numa mandíbula macilenta e de fortes contornos, e ele carrega um grande livro adornado de jóias. O cabelo de Martinho está pintado no estilo eclesiástico, curto e com um tufo à volta da testa, e seus olhos não estão olhando para a frente com pupilas negras, como era típico na época, mas olham para baixo e estão pintados individualmente. O mais notável é que as imagens de Martinho I e João VII estão banhadas com numa pênula de luz de cores idênticas, amarelo com um toque de verde por baixo aparecendo, o que sugere uma espécie de solidariedade entre os papas contra os bizantinos, uma utilização da arte para passar a mensagem política de que a decisão bizantina de exilar Martinho I havia sido errada.
É do período do papa João VII (r. 695–707) a maioria da decoração sobrevivente em Santa Maria Antiqua, o que permite o estudo das técnicas utilizadas durante a ampla reforma e redecoração do presbitério, da Capela dos Médicos (ou dos "Santos Médicos") e do Oratório dos Quarenta Mártires. Foi provavelmente culpa dos projetos ambiciosos de João VII a remoção e destruição dos afrescos então existentes, pois os artistas contratados por ele cobriram com gesso todas as regiões acima de 4,5 metros. Buracos perfurados nas paredes em intervalos e níveis regulares são pistas de como conseguiram fazê-lo num lugar tão apertado e pequeno. Eles perfuravam as paredes a 9,3 metros a partir do chão para prenderem os andaimes e em seguida espalhavam intonaco (gesso) para reforçar as camadas abaixo da superfície que estavam trabalhando e a pintura começava imediatamente depois que o intonaco era espalhado para permitir que a tinta fosse absorvida pelo gesso para aumentar o efeito. Os mesmos buracos eram então perfurados mais abaixo, 8 metros acima do chão e o processo se repetia. Assim, a maioria dos afrescos sobreviventes em Santa Maria Antiqua foram pintados de cima para baixo e não de um lado para o outro como era o costume. Afrescos complexos e detalhados eram necessários onde o intonaco era espalhado pois ele se acomodava sobre os afrescos já existentes criando linhas e dobras que permitiam que os frescos helenísticos anteriores fossem facilmente identificados. Os novos desenhos complexos ajudavam a esconder estas linhas e dobras.
As decorações de João VII eram uma fusão do estilo helenístico com o romano, mais antigo e linear. Embora os afrescos de João VII ostentassem túnicas esvoaçantes, contornos de corpos bem torneados e expressões vivas que individualizavam os santos, eles foram considerados por arqueologistas e historiadores como "presos" em seu movimento. Os artistas os representavam em conversas, com as mãos agitadas e as cabeças viradas, mas as costas estão "chapadas" contra o fundo ao invés de estarem se virando para a direção da conversa. Um exemplo deste detalhe é o afresco de São Hermolau da Macedônia na Capela dos Médicos, que aparece com as maçãs do rosto bem desenhadas e altas, olhos assimétricos, sobrancelhas arqueadas, uma impressionante cabeleira negra e longa e uma barba comprida. Não existem paralelos contemporâneos ao uso do destaque em branco comum em Santa Maria Antiqua.

Afrescos
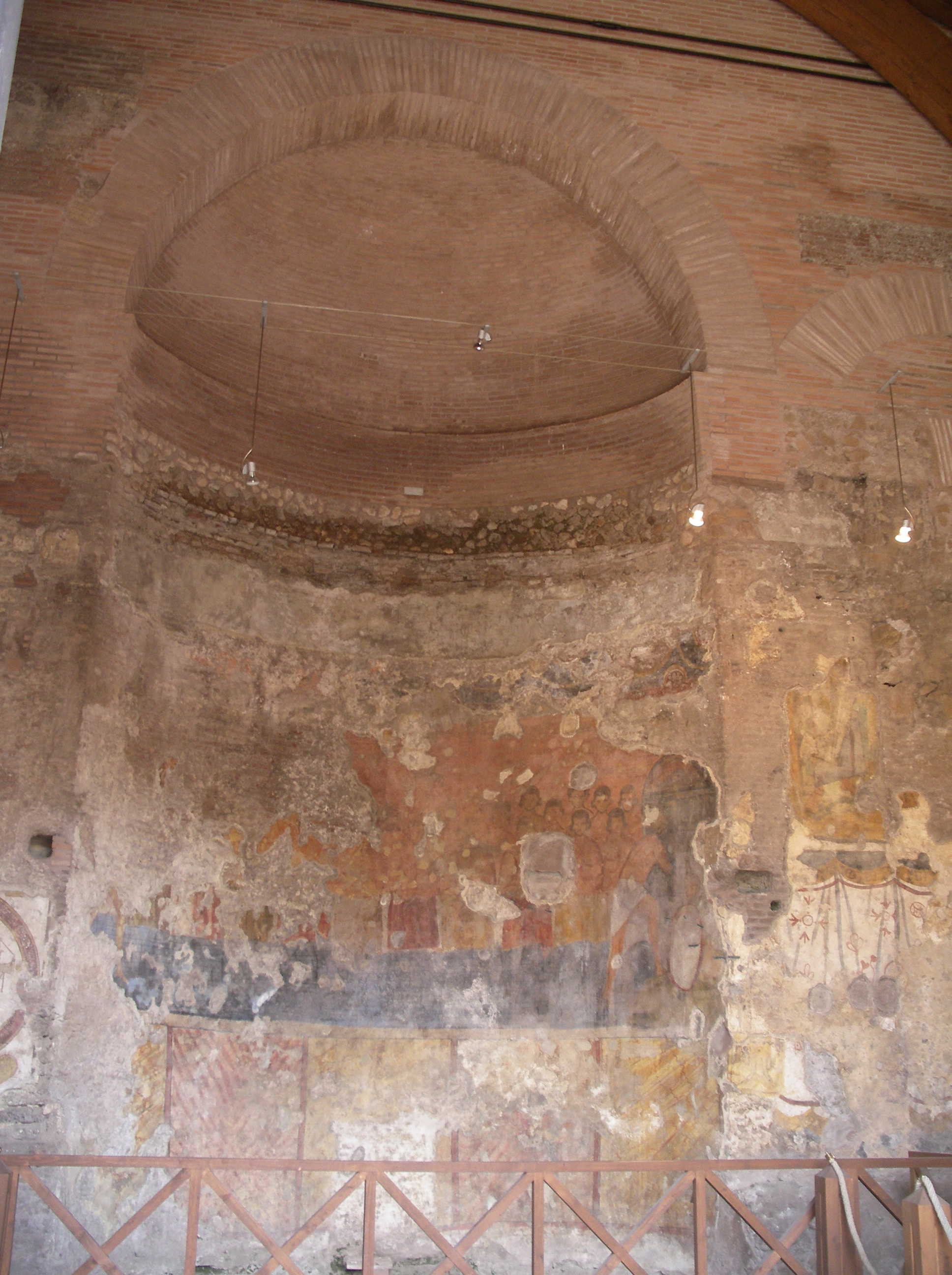
Oratório dos Quarenta Mártires
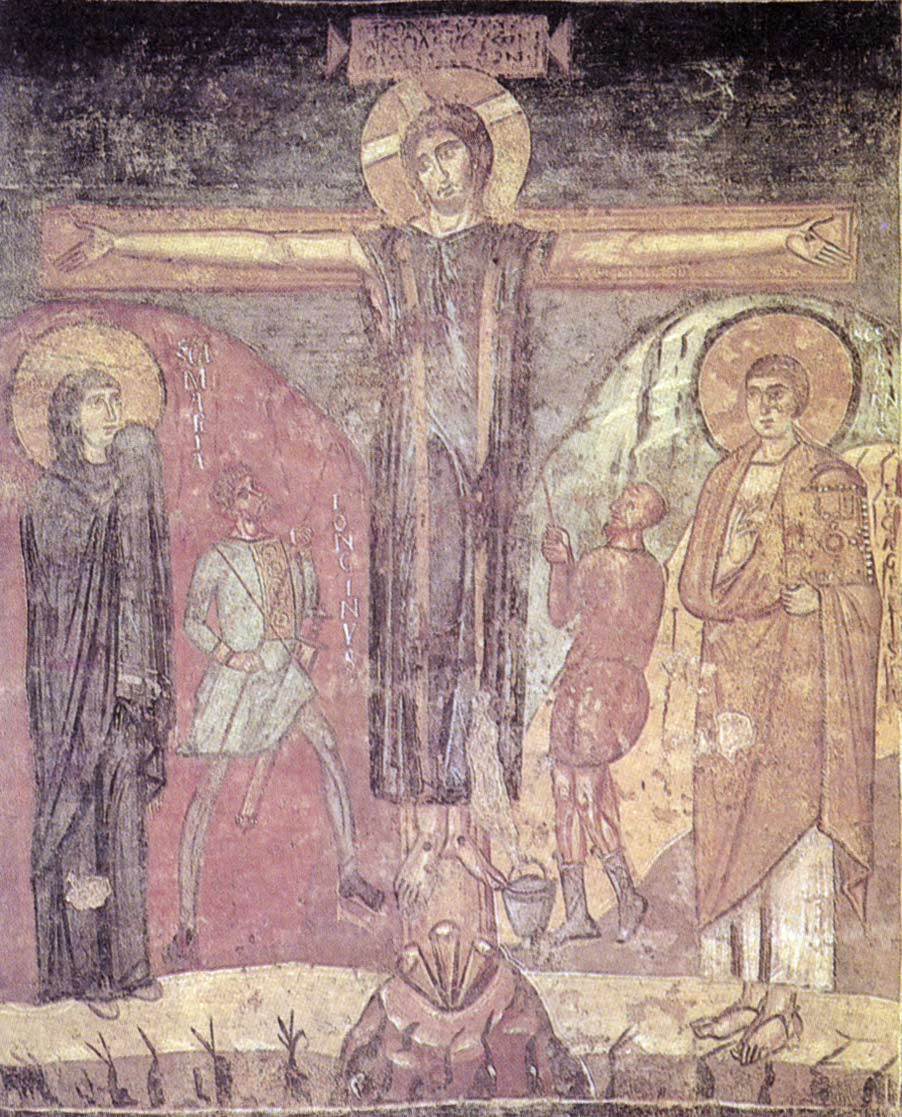
Afresco da Crucificação
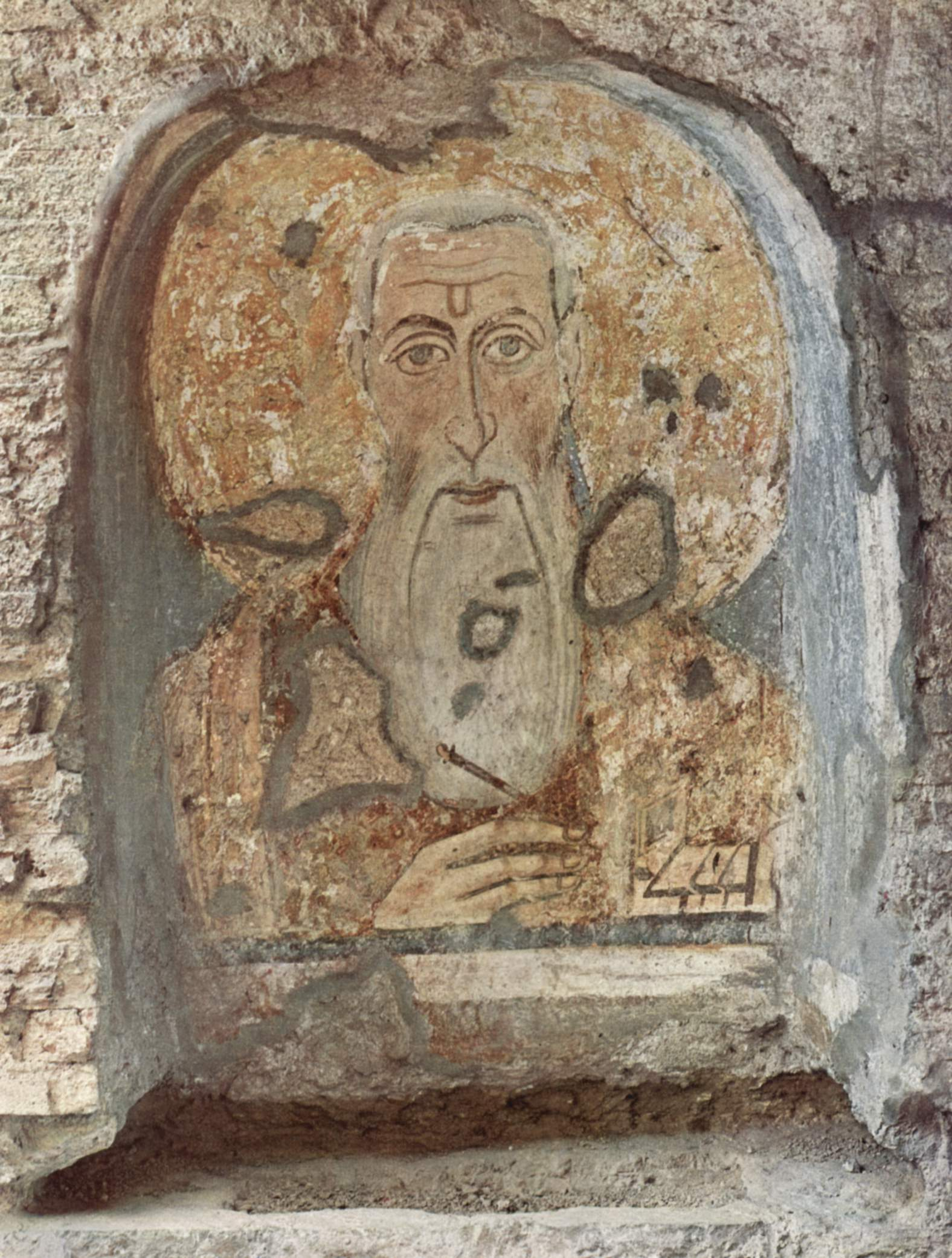
São Ciro
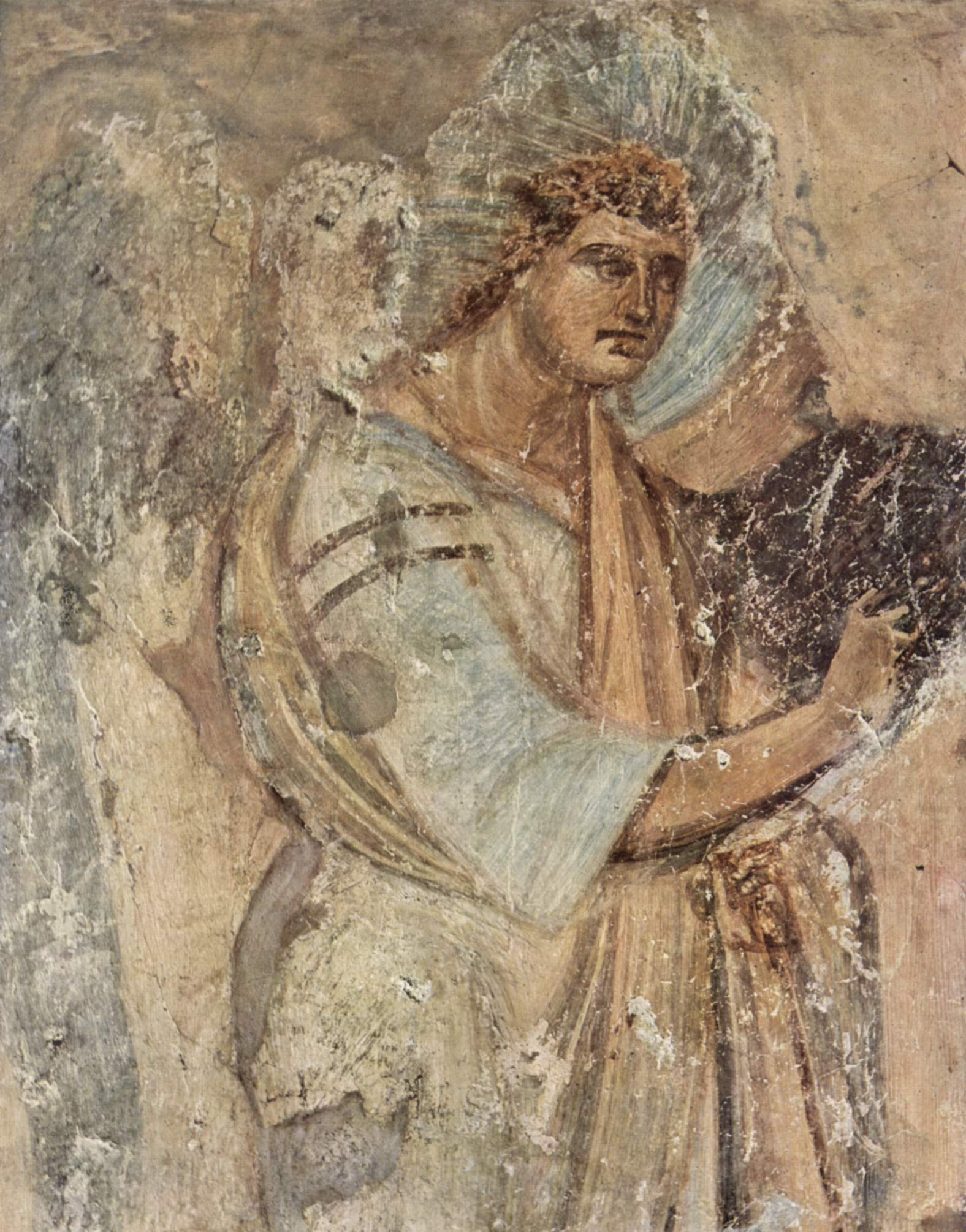
Anjo da Anunciação
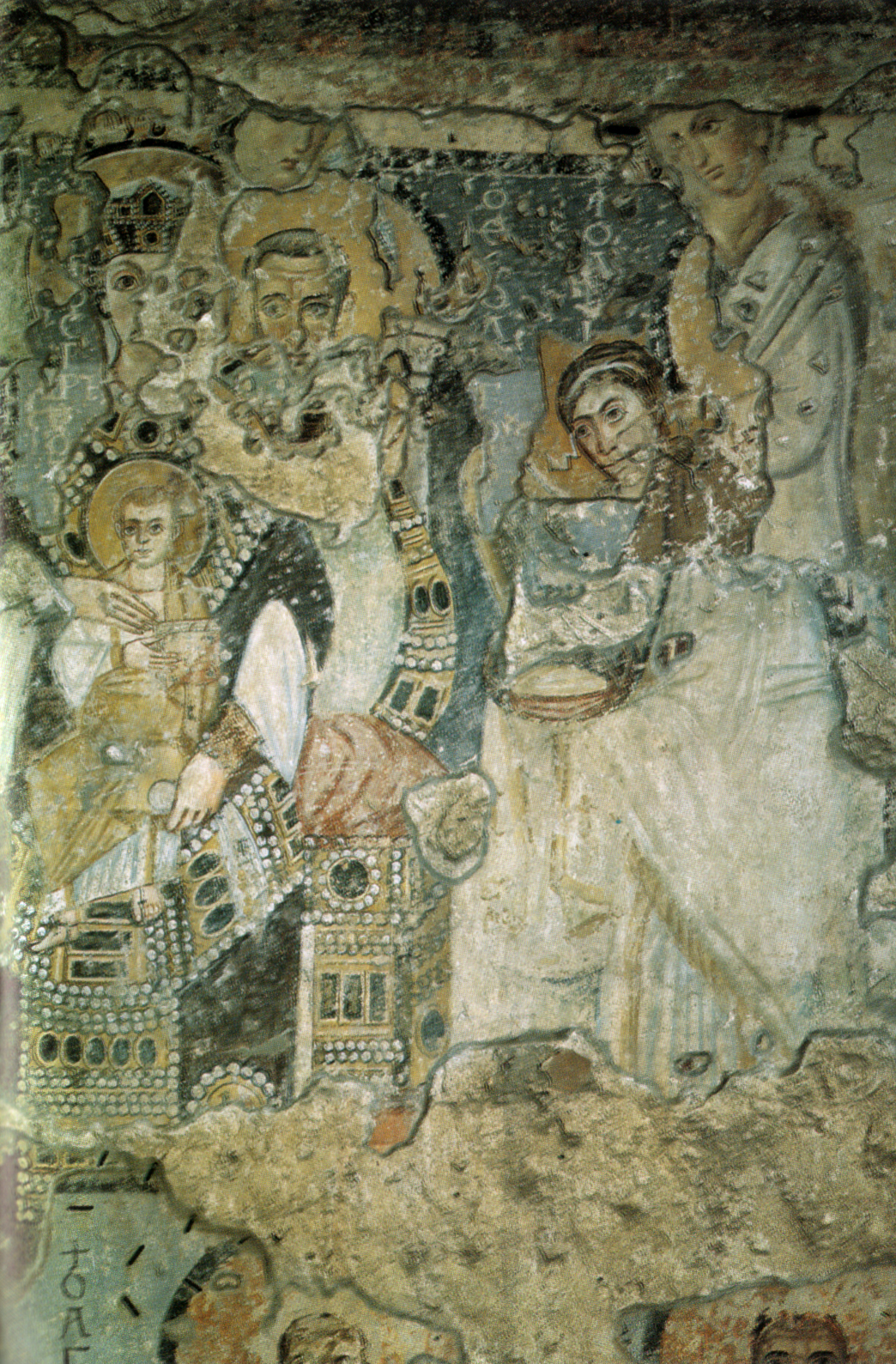
Múltiplos restos de afrescos sobrepostos, com as camadas à mostra

A mais controversa imagem do período de João VII é o "Cristo na Crucificação" no arco triunfal, com aproximadamente 2,5 metros de altura e em péssimo estado de preservação (sobrevivem a cabeça, o abdômen e o braço esquerdo apenas). Ao lado de Cristo na cruz estão anjos, a cabeça de São João com um halo e há um círculo de discípulos vestidos com roupas de diferentes cores no pé de uma colina (que acredita-se ser o Gólgota por causa de Mateus 27:33). A imagem de Cristo não se parece com nenhuma outra representação ou imagem de Cristo por João VII: ele aparece em Santa Maria Antiqua com um cabelo encaracolado e curto, uma barba rala e vestindo apenas uma tanga. Imagens contemporâneas mostram Cristo com um longo cabelo, uma barba comprida e vestindo um colóbio (uma vestimenta de linho). Acredita-se que a origem deste novo tipo de retrato sejam as moedas cunhadas por Justiniano II depois que ele conseguiu recuperar o controle bizantino sobre a Itália em 705. Elas foram cunhadas na Itália e, como este afresco, representam Cristo com cabelo curto e uma barba quase inexistente, à moda bizantina. A possível influência das moedas aparece ainda nos olhos de Cristo: eles estão muito abertos, olhando diretamente para a frente e não fechados ou olhando para baixo como era comum. A existência da tanga foi estabelecida por um exame minucioso do afresco, que revelou um abdômen musculoso de contornos fortes, o que não teria sido consistente com os padrões da trama de um colóbio. A partir de duas imagens diferentes de Cristo que circulavam na época, do ocidente e do oriente, é possível sugerir que uma comunidade de artistas bizantinos vivendo no monte Palatino perto de Santa Maria Antiqua influenciou a composição deste afresco.
A "Capela dos Médicos" ou dos "Santos Médicos" é outra das obras de João VII que sobreviveu, ainda que parcamente em comparação com as outras. A capela abriga diversos santos em tamanho real com a aparência comum da época, vestidos com túnicas marrons e com cabelos e barbas longas, olhos bem abertos, sobrancelhas arqueadas e sandálias, cada um deles segurando um rolo na mão direita e diversos tipos de caixas de médico com tiras pretas na outra. Contudo, estes detalhes são uma composição a partir de diversas imagens diferentes, pois nenhuma sobreviveu intacta. Não existe exemplo contemporâneo de uma capela deste tipo ou de uma coleção tão diversa de santos médicos. Uma devoção que iniciou em meados do século VII, acredita-se que os santos médicos encorajavam as pessoas a não irem mais atrás de curas pagãs para doenças e buscarem alívio nas orações cristãs ao se identificarem com um santo em particular. Algo assim seria muito fácil de conseguir em Santa Maria Antiqua por causa da comunidade diversifica que vivia nas redondezas e da diversidade de santos médicos, uma relação acessível, compreensível e facilmente alcançável. Nesta coleção estão São Domécio da Pérsia, um eremita conhecido por seus milagres, São Cosme e São Damião, médicos que acreditava-se que apareciam aos doentes que orassem por eles, Nazário e Celso, mártires da Gália. Este ícones são reproduções feitas para facilitar o acesso à prática de origem bizantina da "incubação" (a noção de que dormir numa igreja poderia levar à visão de um santo ou à cura de uma doença) que era popular no início do século VIII. A facilidade de acesso a estes santos médicos de todas as origens encorajava as pessoas a se recuperarem de suas enfermidades de uma maneira cristã, acabando de vez com qualquer traço que ainda pudesse associar o local à práticas pagãs sem eliminar sua reputação de ser um local de cura.
Os santos da época de Martinho I estavam todos emoldurados e revelavam movimentos com desenhos esvoaçantes, cores leves e fundos padronizados. Os da época de João VII ainda apareciam emoldurados, mas eram mais detalhados: os desenhos eram ligeiramente lineares, no antigo estilo romano, e o fundo era mais neutro. Embora as decorações de João VII ainda estivessem em acordo com o estilo helenístico, elas já revelam um leve movimento de retorno às antigas tradições romanas que passam a dominar na época de Paulo I.
São Ciro ("Abba Kyros"), da época de Paulo I (r. 757–767), no átrio, foi pintado depois que os lombardos conseguiram destruir o governo bizantino na Itália e depois do iconoclasma no oriente. A imagem está bem preservada e revela pinceladas duras e rígidas. Sua face tem olhos assimétricos com sobrancelhas arqueadas, uma testa enrugada e uma barba. Os detalhes mais finos dos cílios são indistinguíveis das sombras, sem destaques acentuando o cabelo ou a barba, e uma pose rígida representativa do volume romano com sua falta de detalhes. A boca é uma série de linhas por causa da falta de sombreamento e detalhamento. Ou seja, o São Ciro de Paulo I claramente não tem os detalhes mais finos dos afrescos anteriores. A tendência helenística e a influência bizantina sobre a arte já estavam mais fracas nesta época e era evidente o retorno ao estilo romano. Ao simplificar o estilo, Paulo apaziguou os de origem bizantina ainda em Roma e estavam imersos nos debates iconoclastas.
A progressão dos estilos em Santa Maria Antiqua começou com mosaicos pagãos, mudou para um reavivamento clássico dos estilos helenísticos com fluidez, luiz, cores e movimentos que evoluíram para cores mais profundas e detalhes mais finos que finalmente se transformaram em formas menos detalhadas e mais rígidas: quase uma involução. Esta mudança nas tendências pode estar ligado às influências bizantinas e às tensões na Itália a partir do século V. Dificuldades em estabelecer cronologias resultam do estado ruim de preservação que estão as obras, da mudança dos estilos e das decorações ou redecorações parciais em cada fase.